# 福音寺駅
福音寺駅（ふくおんじえき）は、愛媛県松山市福音寺町にある、伊予鉄道横河原線の駅である。駅番号はIY13。

## 歴史
- 1968年（昭和43年）1月1日：開業。
- 2010年（平成22年）2月15日：バリアフリー化工事が完了し、スロープの運用を開始[2]。

## 駅構造
単式ホーム1面1線の有人駅である。

## 駅周辺
- 松山市立福音小学校
- 松山学院高等学校
- 国道11号
- イヨテツスポーツセンター
- 東道後温泉郷
- 川附川
- GiGO枝松店
- 伊予鉄バス福音寺停留所

## 隣の駅
伊予鉄道
■横河原線
いよ立花駅 (IY12) - 福音寺駅 (IY13) - 北久米駅 (IY14)